# Maarten Woudenberg
Maarten Woudenberg (Edam, 1 januari 1984) is een Nederlandse voetballer die als middenvelder speelt voor RKAV Volendam
. Hij speelde 150 wedstrijden in het betaalde voetbal voor FC Volendam en BV Veendam. De afgelopen seizoenen kwam Woudenberg uit voor Spakenburg in de Topklasse. In 2018 is Woudenberg overgestapt van De Dijk naar RKAV.

## Statistieken
| Seizoen | Club        | Competitie     | Wedstrijden | Doelpunten |
| ------- | ----------- | -------------- | ----------- | ---------- |
| 2002/03 | FC Volendam | Eerste Divisie | 1           | 0          |
| 2003/04 | FC Volendam | Eredivisie     | 16          | 0          |
| 2004/05 | FC Volendam | Eerste Divisie | 35          | 4          |
| 2005/06 | FC Volendam | Eerste Divisie | 30          | 1          |
| 2006/07 | FC Volendam | Eerste Divisie | 5           | 0          |
| 2007/08 | BV Veendam  | Eerste Divisie | 35          | 4          |
| 2008/09 | BV Veendam  | Eerste Divisie | 29          | 4          |

Vanaf het seizoen 2009-2010 speelt Maarten Woudenberg voor Topklasser SV Spakenburg.